# سامانتا اسپیرو
سامانتا اسپیرو (انگلیسی: Samantha Spiro؛ زادهٔ ۲۰ ژوئن ۱۹۶۸) یک هنرپیشه اهل انگلستان است. وی از سال ۱۹۹۴ میلادی تاکنون مشغول فعالیت بوده‌است.

## بخشی از فیلمشناسی
از فیلم‌ها یا برنامه‌های تلویزیونی که وی در آن نقش داشته‌است می‌توان به آثار زیر اشاره کرد.
- بازی تاج‌وتخت (۲۰۱۶)
- دکتر هو (۲۰۱۷)
- از جهنم (فیلم) (۲۰۰۱)
- من پیش از تو (فیلم) (۲۰۱۶)
- یک زندگی (۲۰۲۳)